# Gnomidolon bellus
Gnomidolon bellus es una especie de escarabajo longicornio del género Gnomidolon, categorizada en la tribu Hexoplonini, de la subfamilia Cerambycinae. Fue descrita por Martins & Galileo en 2002.

## Descripción
Mide 8,2-9 mm de longitud.

## Distribución
Se distribuye por Colombia.